# Arapaho (langue)
Pour les articles homonymes, voir Arapaho.
L'arapaho est une langue algonquienne des plaines parlée presque exclusivement par des personnes âgées, dans l'État du Wyoming aux États-Unis. La langue, qui est en grand danger d'extinction, a divergé phonologiquement de façon très significative du proto-algonquin *maɬkwa, « ours », devient en arapaho wox, et le proto-algonquin *we-ɬali, « son époux », devient en arapaho ííx.
En 2008, une école fut ouverte pour enseigner la langue aux enfants. Vingt-deux enfants y apprennent actuellement l'arapaho. L'école fut ouverte en réponse à une urgence, car aucune personne âgée de moins de 55 ans ne parlait alors couramment la langue.

## Classification
La langue arapaho fait partie des langues algonquiennes, elles-mêmes membres des langues algiques. Plus spécifiquement, c'est une des langues algonquiennes des plaines (en). Cependant, l'algonquien des plaines, dont font également partie la langue pied-noir et la langue cheyenne, est plus un sous-groupe géographique que génétique.

## Distribution géographique
L'arapaho est parlé dans la réserve indienne de Wind River dans le Wyoming. Il comporte environ 1 000 locuteurs, principalement des personnes âgées.

## Écriture
| b | c | e | h | i | k | n | o | s | 3 | t | u | w | y | ’ |

## Sons
Comme mentionné plus haut, les langues algonquiennes des plaines sont phonologiquement très distinctes des autres langues algonquiennes et du proto-algonquien.
| Proto-Algonquien | Arapaho | Traduction              |
| ---------------- | ------- | ----------------------- |
| *erenyiwa        | hinén   | 'homme'                 |
| *wa·poswa        | nóːku   | 'lièvre'                |
| *nepyi           | nétʃ    | 'eau'                   |
| *weθkweni        | hís     | '(son) foie'            |
| *mexka·či        | wóʔoːθ  | 'jambe'                 |
| *si·pi·wi        | níːtʃíː | 'rivière'               |
| *sakime·wa       | nóúbeː  | 'moustique' > 'mouche'  |
| *akweHmi         | hóú     | 'couverture, robe'      |
| *ka·ka·kiwa      | hóuu    | 'corneille' > 'corbeau' |
| *aθemwa          | héθ     | 'chien'                 |

### Voyelles
L'arapaho possède une série de quatre voyelles brèves /i e ɔ u/ et de quatre voyelles longues /iː eː ɔː uː/. Il possède également trois diphthongues, /ei/, /ɔu/ et /ie/.

### Consonnes
L'inventaire des consonnes de l'arapaho est donné par la table ci-dessous. Les arrêts glottaux sont non voisés en fin et en milieu de mot, et voisés en début de mot (à l'exception de /p/, qui devient [b] aussi en milieu de mot). /j/ est normalement transcrit comme ‹ y ›, /tʃ/ comme ‹ c ›, /ʔ/ comme ‹ ' ›, et /θ/ comme ‹ 3 ›.
|              | Labiale | Dentale | Alvéolaire | Palatale | Vélaire | Glottale |
| ------------ | ------- | ------- | ---------- | -------- | ------- | -------- |
| Occlusive    | p       |         | t          |          | k       | ʔ        |
| Affriquée    |         |         |            | tʃ       |         |          |
| Fricative    |         | θ       | s          |          | x       | h        |
| Nasale       |         |         | n          |          |         |          |
| Semi-voyelle | w       |         |            | j        |         |          |

### Prosodie
L'arapaho est une langue tonale. Les voyelles peuvent avoir une tonalité moyenne (non marquée), élevée (marquée par un accent aigu), ou descendante (marquée par un accent circonflexe).